# Witlesia
Witlesia é um gênero de mariposa pertencente à família Crambidae.